# ミニコーズ
ミニコーズは株式会社ALWAYSに所属している「フジコーズ」から派生した日本の女性グループ。

## メンバー
「フジコーズ」の身長150cm以上155cm未満のメンバーで結成された。
友恵 温香（ともえ はるか、2001年6月13日 - ）
（23歳）
- 身長150cm
- 京都府出身
- 関西医科大学卒業
- 「MISS CIRCLE CONTEST 2021」グランプリ
- 愛称ははるちゃん
- 「フジコーズ」では初代リーダーを務めた。
- 看護師免許を持っている。
- 趣味はアニメを見ることと削り絵
- 特技はピアノとエレクトーン演奏で絶対音感の持ち主。

松尾 実李果（まつお みりか、2001年11月6日 - ）
（22歳）
- 身長153cm
- 神奈川県出身
- 洗足学園音楽大学卒業
- 愛称はみんみ
- 6人兄妹の末っ子で実兄は現役アイドル
- 趣味はファッション研究・乗馬・アニメ鑑賞とジャズ
- 特技はバレエ・習字・茶道

沖 玲萌（おき れもに、2003年4月29日 - ）
（21歳）
- 身長152cm
- 神奈川県出身
- 立教大学在学中
- 「FRESH CAMPUS CONTEST 2022」審査員特別賞
- 愛称はれもにーぬ
- 「玲萌（れもに）」という名前は本名である。
- フジコーズのセクシー担当
- 英検準1級を取得している。
- 趣味はキャンプ・スノーボード・シベリアンハスキーの動画を見ること・英語での映画鑑賞と有川浩の本を読むこと。
- 特技は体幹バランスと相談に乗ること・動物に好かれることと忍耐力

## 略歴
2024年
- 2月27日 - メンバーの沖玲萌がXに投稿した「ちびーず」という3人が写った写真の投稿に友恵温香が「ミニコーズです」と返したため、ユニット名が「ミニコーズ」に決まる。[1][2]

- 3月22日 - 友恵とメンバーの松尾実李果がこの日の生放送をもって「オールナイトフジコ」を卒業。

- 3月29日 - 友恵と松尾がこの日に行われたイベント「フジコーズ卒業式2024」でフジコーズを卒業。

- 5月5日 - メンバーの沖玲萌がマンスリーMCを務める「東京おしゃべり倶楽部RADIO」（渋谷クロスFM）に友恵と松尾もゲスト出演。友恵と松尾はフジコーズ卒業後初のメディア出演となったのと同時に「ミニコーズ」としても初のメディア出演を果たす。[3]
- 5月8日 - 公式TikTokアカウントを開設。[4]

- 6月16日 - 3人で初となるオフ会イベントを開催。[5]

## 出演

### ラジオ
- 東京おしゃべり倶楽部RADIO（2024年5月5日、渋谷クロスFM）[3]

### イベント
- ミニコーズオフ会（2024年6月16日、麻布生演奏Bar ブルーシャトウYAMASE）[5]

### YouTube
- ハルカ×ミリカ - 友恵と松尾によるYouTubeチャンネル[6]